# Маккарти, Николас
Ник МакКарти (англ. Nick McCarthy, род. 13 декабря 1974 года) — британский музыкант, бывший гитарист, бэк-вокалист и клавишник шотландской группы Franz Ferdinand. В данное время играет в группе Manuela вместе со своей женой, Мануэлой Гернедель.

## Ранние годы
Ник МакКарти родился в английском городе Блэкпул, однако вырос в Баварском городе Ваген.  Окончил школу в Бад-Айблинге и стал учиться игре на контрабасе в Консерватории Рихарда Штрауса в Мюнхене у Пауло Кардоссо.
Находясь в Германии, Ник играл в группе Kamerakino. Он также играл на контрабасе, виолончели и арабской лютне в группе Embryo, чей музыкальный жанр можно описать как «смесь джаза, рока и этнической музыки». После мирового тура с Embryo, МакКарти решил бросить группу и двигаться дальше, после чего вернулся в Великобританию, а затем, по совету друга, переехал в Глазго, где и встретил Алекса Капраноса.

## Franz Ferdinand
История группы началась необычно — МакКарти познакомился со своим будущим напарником и начинающим музыкантом Алексом Капраносом на вечеринке, где между ними чуть было не завязалась драка из-за спиртного. Когда конфликт разрешился, Алекс предложил Нику присоединиться к его коллективу, однако изначально тот должен был играть на ударных. Впоследствии Ник научился играть на электрогитаре, и стал вторым гитаристом группы.
МакКарти был не только гитаристом группы, но также бэк-вокалистом и клавишником. В некоторых песнях выступал солистом (Ghost in a Ditch, Van Tango, Tell Her Tonight).
11 июля 2016 года Ник покинул группу для того, чтобы больше времени уделять семье и своему творчеству.

## Box Codax
В 2006 году МакКарти и его давний друг Александр Рэнью создали группу под названием Box Codax и выпустили два сингла, «Boys and Girls» и «Naked Smile», на лэйбле The Thin Man. Первый альбом группы, «Only An Orchard Away» был выпущен 4 сентября 2006.
В Мае 2011, Box Codax выпустили свой второй студийный альбом Hellabuster.

## Личная жизнь
2 июля 2005 года МакКарти женился на австрийке Мануэлле Гернедель. В июне 2011 у них родился сын по имени Вито Гернедель-МакКарти.